# 모니카 벨루치
모니카 안나 마리아 벨루치(이탈리아어: Monica Anna Maria Bellucci, 1964년 9월 30일~)는 이탈리아의 배우, 모델이다.

## 어린 시절

### 가족 및 초기 모델링 경력
모니카 벨루치는 이탈리아 중부 움브리아주의 치타디카스텔로에서 태어났다. 모친 마리아 구스티넬리는 화가였으며 아버지 루이기 벨루치는 트럭 운송 회사를 운영했다. 벨루치는 문과 고등학교(Liceo Classico)에 재학 중이던 16살에 모델을 시작했다. 처음에는 법률가를 지망하여 페루자 대학교의 등록금을 벌기 위해 모델 일을 시작하였지만 점차 법학 공부와는 멀어지게 되었다. 그녀는 이탈리아어, 프랑스어, 영어에 모두 능통하며, 스페인어도 어느 정도 구사할 수 있다. 영화 《패션 오브 크라이스트》에서는 마리아 막달레나를 연기하면서 이런 언어들과 함께 아람어까지도 구사하였다.

## 개인 생활
벨루치는 1990년에 패션 사진가 클라우디오 카를로스 바쏘와 한 차례 결혼했었다. 그녀는 동료 연기자 뱅상 카셀과 결혼했었으나 2013년 8월 이혼한 상태이며, 혼인기간 중에 두 사람은 여러 편의 영화에 함께 출연했고 데바(Deva, 2004년생)와 레오니(Léonie, 2010년생)라는 두 딸을 두었다. 2004년에는 첫째 딸을 임신한 상태에서 정자 기증을 반대하는 이탈리아 법에 대한 항의의 표시로 배너티 페어지 이탈리아판에 누드 화보로 출연했다.

### 종교관
패션 오브 크라이스트 제작에 참여했던 배우부터 스탭, 감독들의 제작현장에서 생각하는 종교에 대한 생각을 개별 인터뷰 형식으로 실은 다큐멘터리 영화 《위대한 질문》에서, 그녀는 "나는 모든 종교를 존중하며 관심이 많기는 하지만, 기본적으로 불가지론자이다. 무언가 내가 믿는 것이 있다면, 그것은 대양에서의 조수를 일으키고 자연과 존재의 모든 것을 통합하는 신비로운 에너지이다."라고 말했다.

## 경력

### 모델
1988년에 벨루치는 밀라노에서 엘리트 모델 매니지먼트(Elite Model Management)와 계약했다. 1989년에는 파리와 뉴욕의 주요 모델이 되었으며 돌체 앤 가바나 광고와 엘르지의 프랑스판 등에 등장하게 되었다. 그 해부터 연기자로서 변신을 꾀하여 연기 수업을 받기 시작했다. 2001년 2월에는 에스콰이어지에서 벨루치를 표지 모델과 특집 기사로 다루기도 했고 2003년에는 맥심지에 등장하였다. 2004년에는 애스크맨지의 세계에서 가장 아름다운 여성 100순위에서 1위로 선정되기도 했다. 벨루치의 모델 경력은 뉴욕의 엘리트+(Elite+)에서 진행을 맡고 있다. 비너스 여신의 환생이라는 극찬을 받는 배우 모니카 벨루치는 현재 디올 화장품 계열의 대표 모델이며 런던의 스톰 모델 매니지먼트(Storm Model Management)와도 계약했다.

### 배우
벨루치의 배우로서의 경력은 1990년대 초반부터 시작되었다. 최고의 모델로서 국제적인 성공을 얻게 된 모니카 벨루치는 1990년 아들과 함께 하는 삶에 출연하면서 영화계에 발을 내디덨다. 이후 라 리파, 프란시스 포드 코폴라 감독의 드라큘라 같은 영화에 단역으로 출연하던 그녀는 1996년 라빠르망에 출연하면서 세자르 신인상 후보에 오르며 배우로서 탄탄한 입지를 다지게 되었다. 연인이자 배우자인 프랑스 배우 뱅상 카셀과 함께 도베르만(1997), 돌이킬 수 없는(2002) 등에 출연했으며 그 외에도 말레나(2000), 늑대의 후예들(2001), 매트릭스 2 - 리로디드/매트릭스 3 - 레볼루션(2003), 패션 오브 크라이스트(2004), 그림 형제 - 마르바덴 숲의 전설(2005), 사랑도 흥정이 되나요?(2005), 사탄(2006), 거침없이 쏴라! 슛 뎀 업(2007), 매뉴얼 오브 러브(2007) 등 유럽과 미국의 많은 영화에 출연하고 있다.
또한 그녀는 비디오 게임 '페르시아의 왕자:전사의 길에서 칼리나 캐릭터의 목소리를 연기했으며 애니메이션 로봇(2005)의 프랑스판에서 프랑스어로 캐피(Cappy)를 연기하기도 했다.

### 수상 및 기타 경력
- 2003년 이탈리아 영화 비평가 협회 나스트로 디아르젠토(Nastro d'Argento) 최우수 여우조연상[12]
- 2006년 제59회 칸 영화제 심사위원
- 2009년 세계 여성상(Women's World Awards) 엔터테인먼트상

## 출연 작품
| 연도 | 영화                                                          | 배역                                                                                              |
| ---- | ------------------------------------------------------------- | ------------------------------------------------------------------------------------------------- |
| 1990 | Vita coi figli(아들과 함께 하는 삶)                           | Elda                                                                                              |
| 1990 | Briganti – Amore e libertà(Bandits – Love and Liberty)        | Costanza                                                                                          |
| 1991 | 라 리파                                                       | 프란체스카                                                                                        |
| 1992 | 드라큘라                                                      | 드라큘라의 신부                                                                                   |
| 1995 | 요셉                                                          | 파라오의 아내                                                                                     |
| 1996 | 라빠르망                                                      | 리자                                                                                              |
| 1997 | 도베르만                                                      | 나탈리                                                                                            |
| 1998 | Ultimo capodanno dell'umanità(Humanity's Last New Year's Eve) | Giulia Giovannini                                                                                 |
| 2000 | 언더 서스피션                                                 | 샹탈 히어스트                                                                                     |
| 2000 | Franck Spadone                                                | Laura                                                                                             |
| 2000 | 말레나                                                        | 말레나 스코르디아                                                                                 |
| 2001 | 늑대의 후예들                                                 | 실비아                                                                                            |
| 2002 | 아스테릭스 2: 미션 클레오파트라                               | 클레오파트라                                                                                      |
| 2002 | 돌이킬 수 없는                                                | 알렉스                                                                                            |
| 2003 | 리멤버 미                                                     | 알레시아                                                                                          |
| 2003 | 태양의 눈물                                                   | 레나 피오레 헨드릭스                                                                              |
| 2003 | 매트릭스 2 - 리로디드                                         | 페르세포네                                                                                        |
| 2003 | 매트릭스 3 - 레볼루션                                         | 페르세포네                                                                                        |
| 2004 | 패션 오브 크라이스트                                          | 마리아 막달레나                                                                                   |
| 2004 | 스파이 바운드(Agents secrets)                                 | 바바라 / 리사                                                                                     |
| 2004 | 그녀는 날 싫어해                                              | 시모나 보라세라                                                                                   |
| 2005 | 그림 형제: 마르바덴 숲의 전설                                 | 거울 여왕                                                                                         |
| 2005 | 사랑도 흥정이 되나요?                                         | 다니엘라                                                                                          |
| 2006 | 스톤 카운실                                                   | Laura Siprien                                                                                     |
| 2007 | Heartango (short film for Intimissimi)                        | L'inafferrabile/ La passionale / L'indecisa / La curiosa / L'aggressiva / La mamma / La premurosa |
| 2007 | 매뉴얼 오브 러브(Manuale d'amore 2 (Capitoli successivi))     | 루시아                                                                                            |
| 2007 | 거침없이 쏴라! 슛뎀업(Shoot 'Em Up)                           | Donna Quintano                                                                                    |
| 2007 | 두 번째 숨결(Le deuxième souffle)                             | Manouche                                                                                          |
| 2008 | 크레이지 블러드(Sanguepazzo)                                  | 루이자 페리다                                                                                     |
| 2008 | L'uomo che ama                                                | Alba                                                                                              |
| 2009 | 돈 룩 백(Ne te retourne pas)                                  | Jeanne                                                                                            |
| 2009 | 피파 리의 사생활                                              | 지지                                                                                              |
| 2009 | Baarìa - La porta del vento                                   | Bricklayer's girlfriend                                                                           |
| 2010 | 마법사의 제자                                                 | 베로니카                                                                                          |
| 2010 | The Whistleblower(내부고발자)                                 |                                                                                                   |
| 2011 | Un ete brulant, That Summer(댓썸머)                           |                                                                                                   |
| 2012 | 코뿔소의 계절                                                 | 미나                                                                                              |
| 2015 | 빌 마리                                                       | 소피 베르나르                                                                                     |
| 2015 | 007 스펙터                                                    | 루시아 시아라                                                                                     |
| 2022 | 메모리                                                        | 더배나 실먼                                                                                       |
| 2023 | 울 엄마는 마피아                                              | 비앙카                                                                                            |
| 2024 | 비틀쥬스 비틀쥬스                                             | 델로레스                                                                                          |